# سن-ماتیو-دو-پارک، کبک
سن-ماتیو-دو-پارک (به فرانسوی: Saint-Mathieu-du-Parc) شهری در منطقه شهری ماسکینونژه ناحیه موریسی در استان کبک کانادا است. در سرشماری سال ۲۰۱۱ این شهر ۱٬۲۹۴ نفر جمعیت داشته‌است و مساحت آن ۱۹۶٫۴۵ کیلومتر مربع است.